# 恐怖谷 (福爾摩斯)
恐怖谷是英国作家柯南·道尔的一部以侦探夏洛克·福尔摩斯和其助手华生为主角的长篇侦探小说中的其中一篇故事。本篇最初是於1914年9月至1915年5月在The Strand Magazine连载。该小说並多次被翻拍成電影與動畫。描述在美國五大湖區蘊藏豐富煤鐵礦的基爾多山脈風河谷，多年前發生一樁聯邦密探破獲當地黑幫暴力犯罪事件，當時的聯邦密探道格拉斯設下了一個局，將當地的黑幫一網打盡，逮捕了外號黑傑克的馬金奇，與他的手下幫派中號稱虎狼豹的三個厲害人物，而這次事件，竟與多年後英國鄉間豪宅的一樁命案有關，福爾摩斯再度大顯身手。

## 故事簡介

### 大宅疑案
福爾摩斯一直透過一名告密者查探詹姆斯·莫里亞蒂教授的犯罪行為，這名告密者一向都是寄密碼給福爾摩斯，在最後一封信中，福爾摩斯解讀到一名叫道格拉斯的人會有不利。不久，來自倫敦的警探便上門邀請福爾摩斯協助查探道格拉斯的命案。

### 冒名頂替屍體
福爾摩斯查探過現場，又詢問了死者的友人、太太及管家，發現案中有很多不合理的地方，於是便推測真正的道格拉斯未死，屋內的屍首另有其人。深夜，有人看到管家將一個防水布包，沉在圍著房子四周的水池，不久沉在水池中的防水布包被打撈起來，福爾摩斯根據布包中一根鐵啞鈴及窗台上的腳印方向其他線索，判定那人仍然躲在大宅中，地窖的門打開後，不出所料，真正的道格拉斯終於現身，並解釋他這次扮死的原因。

### 恐怖的入會儀式
原來很多年前，道格拉斯亦是一名隸屬於平克頓偵探事務所的偵探，在美國協助搗破了一個犯罪集團，這個犯罪集團的餘孽，因為被臥底的道格拉斯所騙，老大被抓，總部被搗毀，餘黨一直想追殺道格拉斯，所以道格拉斯和管家他們，便合力製造這個詐死的騙局，希望能夠騙過追查此案的警探，以及對方的餘黨，在事情平靜過後，離開英國當地鄉村，前往英國在南非的領地，大城市開普敦，重新開始新的生活。

### 難逃魔掌
但是故事最後，道格拉斯乘船打算離開英國時，輪船到了公海上，不知為何，道格拉斯從甲板上掉到海裡，生死不明，消息傳來，福爾摩斯知道是莫里亞蒂犯罪集團動的手腳，結果道格拉斯仍然難逃魔掌，最終依然死在莫里亞蒂教授手中。

## 中文譯本
- 東方出版社在1970年代出過福爾摩斯探案《恐怖谷》，是為小讀者改寫的簡明版。
- 志文出版社在1990年出過《恐怖谷》是與《巴斯克維爾的獵犬》合訂本。